# Ivana Váňová
Ivana Váňová (* 12. dubna 1969 Nový Jičín) je česká politička, stavařka a technička, od roku 2022 senátorka za obvod č. 67 – Nový Jičín, v letech 2010–2023 starostka obce Mořkov na Novojičínsku, členka KDU-ČSL.

## Život
Narodila se v Novém Jičíně, od narození žila s rodiči v nedaleké Kopřivnici. Zde ukončila povinnou školní docházku na základní škole. V roce 1987 dokončila studium oboru pozemní stavitelství na Střední průmyslové škole stavební v Opavě. Původní profesí je tak stavařkou a techničkou. V roce 2017 úspěšně absolvovala studium na ostravské pobočce British Institute of Management ve vzdělávacím programu MBA, který byl zaměřen na oblast managementu a práva.
V roce 1994 se s manželem a dvěma dětmi přestěhovala do Mořkova na Novojičínsku. Následně se aktivně zapojila do společenského života v obci, stala se starostkou Jednoty Orla Mořkov. Za jejího působení se k místní Orlovně přistavěla sociální zařízení a kompletně zrekonstruoval sál s jevištěm na funkční prostor pro sport a kulturní aktivity. Rekreačně se věnovala volejbalu, stále se věnuje turistice a plavání.
Rovněž se stala členkou Sboru dobrovolných hasičů Mořkov a s manželem pravidelně objížděla o víkendech jak s mladšími, tak i staršími žáky soutěže mladých hasičů po celé Moravě. Mezi její záliby patří hudba a hra na klavír, v minulosti vedla chrámový pěvecký sbor. Již řadu let nacvičuje s občany Mořkova hudební doprovod hraného Živého betléma. Dále se věnuje četbě knih o historii či knih současných českých autorů.
Od roku 2017 působí jako krajská tajemnice KDU-ČSL pro Moravskoslezský kraj, zastává též post předsedkyně Svazku obcí regionu Novojičínska. Od roku 2016 působí rovněž ve výboru Moravskoslezského kraje pro územní plánování a strategický rozvoj.

## Politické působení
V komunálních volbách v roce 2002 byla zvolena jako členka KDU-ČSL zastupitelkou obce Mořkov. Mandát zastupitelky obce pak obhájila ve volbách v letech 2006, 2010, 2014, 2018, 2022, a to vždy jako lídryně lidovecké kandidátky. V letech 2002 až 2010 působila jako radní obce. V lednu 2010 se stala starostkou obce, když na konci roku 2009 zemřel dosavadní starosta Jiří Rýc. Post starostky pak obhájila i po volbách v letech 2010, 2014, 2018 a 2022.
Ve volbách do Senátu Parlamentu České republiky v roce 2022 kandidovala za KDU-ČSL v rámci koalice SPOLU (tj. ODS, KDU-ČSL a TOP 09) v obvodu číslo 67 – Nový Jičín. V prvním kole skončila druhá s podílem hlasů 21,31 %, a postoupila tak do druhého kola, v němž se utkala s kandidátem hnutí ANO Jaromírem Radkovským. Ve druhém kole zvítězila poměrem hlasů 50,79 % : 49,20 %, a stala se tak senátorkou.
V Senátu je členkou Senátorského klubu KDU-ČSL a nezávislí, Ústavně-právního výboru, Stálé komise Senátu pro rozvoj venkova, je rovněž předsedkyní Podvýboru pro regiony v transformaci Výboru pro územní rozvoj, veřejnou správu a životní prostředí.